# Celadilla del Río
Celadilla del Río es una pedanía perteneciente al Ayuntamiento de Pino del Río en la provincia de Palencia, comunidad autónoma de Castilla y León, España.
Próximo al pueblo discurre el río Carrión.

## Etimología
La celadilla medieval se refiere "al lugar oculto para la caza".

## Demografía
Evolución de la población en el siglo XXI
| Gráfica de evolución demográfica de Celadilla del Río entre 2000 y 2020 |
|                                                                         |
| Población de derecho (2000-2020) según el padrón municipal del INE      |

## Historia
A la caída del Antiguo Régimen la localidad se constituye en municipio constitucional que en el censo de 1842 contaba con 20 hogares y 104 vecinos, para posteriormente integrarse en Pino del Río.
Durante la Guerra Civil gran parte de la población de aquella época emigró debido a la escasez de alimentos y la guerra en sí. La mayoría partieron hacía el País Vasco donde había trabajo en los altos hornos e incluso a Alemania.
En la actualidad el número de personas que tienen su primera residencia en Celadilla no alcanza los 50. Aunque en los meses de verano y especialmente los cuatro días de las fiestas la población se dispara pudiendo llegar hasta los 300 habitantes.

## Situación geográfica
Celadilla está situado al noroeste de la provincia de Palencia, y pertenece a la comarca de Saldaña. Sus tierras están repartidas entre las zonas conocidas como el páramo de Guardo y la ribera del río Carrión, dentro de la comarca de Saldaña. Los dos pueblos más importantes que hay en las cercanías son Guardo, con unos 9000 habitantes, y Saldaña, con unos 3000 habitantes, ambos cabeceras comarcales. El primero de ellos está situado a 28 km al norte por la C-615, mientras que la distancia hasta el segundo es de 11 km. dirección sur, por la misma carretera.
Los municipios más cercanos son Pino del Río al norte, Acera de la Vega al noroeste y Poza de la Vega al sudoeste.

## Patrimonio
Celadilla del Río, dedica su iglesia parroquial a El Salvador, con una nave con tres tramos cubiertos con bóvedas de aristas así como el presbiterio.
Tiene un retablo neoclásico en el Crucero del lado del Evangelio, con esculturas de San Miguel y San Roque del XVIII y Crucifijo del siglo XVII.
El retablo mayor del Presbiterio dispone de un Calvario del siglo XVIII y en el lado de la Epístola, en el crucero, un retablo neoclásico con varias esculturas del siglo XVIII.

## Fiestas
Su patrón es San Justo y se celebra los días 5, 6 y 7 de agosto. Todos los años por estas fechas la comisión de festejos organiza competiciones de mus, tute, tenis de mesa, futbolín y de bolos. También es típica la tirada de huevos al aire y el sorteo de un cabrito.
Es costumbre que se organice una comida para todo el pueblo a la que asisten la mayoría de vecinos y vecinas, incluidos todos aquellos que ya no viven en el pueblo y que se han marchado a otros municipios.

## Personalidades
- Jacinto Martínez Ayuela (1882-1936), beato y mártir. Asesinado en Cuenca el 21 de septiembre de 1936 y beatificado en 2007.

- César Merayo Diáz (1962-), prestigioso bioinformático. Recibió en abril de 2012 la célebre Estatuilla POO por sus hallazgos en el campo del Cálculo Mental.